# Flisby
Flisby är en tätort i Nässjö kommun i Jönköpings län, kyrkort i Flisby socken. 
Orten förlorade 2015 sin status som tätort på grund av att folkmängden gått ner till under 200 invånare. 2018 var den åter över 200 invånare och blev åter klassad som tätort.
Orten ligger utmed Södra stambanan men inga tåg stannar här längre.

## Befolkningsutveckling
| Befolkningsutvecklingen i Flisby 1950–2020                                                              | Befolkningsutvecklingen i Flisby 1950–2020 | Befolkningsutvecklingen i Flisby 1950–2020 | Befolkningsutvecklingen i Flisby 1950–2020 | Befolkningsutvecklingen i Flisby 1950–2020 |
| --- | ------------------------------------------ | ------------------------------------------ | ------------------------------------------ | ------------------------------------------ |
| |                                            |                                            |                                            |                                            |
| År |                                            |                                            | Folkmängd                                  | Areal (ha)                                 |
| 1950 | 1950                                       |                                            | 368                                        | ##                                         |
| 1960 | 1960                                       |                                            | 300                                        |                                            |
| 1965 | 1965                                       |                                            | 308                                        |                                            |
| 1970 | 1970                                       |                                            | 269                                        |                                            |
| 1975 | 1975                                       |                                            | 226                                        |                                            |
| 1980 | 1980                                       |                                            | 226                                        |                                            |
| 1990 | 1990                                       |                                            | 284                                        | 75                                         |
| 1995 | 1995                                       |                                            | 256                                        | 75                                         |
| 2000 | 2000                                       |                                            | 231                                        | 75                                         |
| 2005 | 2005                                       |                                            | 215                                        | 75                                         |
| 2010 | 2010                                       |                                            | 201                                        | 75                                         |
| 2015 | 2015                                       |                                            | 197                                        | 65#                                        |
| 2018 | 2018                                       |                                            | 210                                        | 65                                         |
| 2020 | 2020                                       |                                            | 209                                        | 65                                         |
| Anm.: Ej tätort 2015, åter tätort 2018. ## Som tätort/befolkningsagglomeration 1920–1950. # Som småort. |                                            |                                            |                                            |                                            |

## Föreningar
Aktiva föreningar i Flisby är Flisby Amatörerna, Flisby Samhällsförening, Flisby Bygdegårdsförening, Flisby Sportklubb, Flisby Skytteförening, Röda Korset, Flisby LRF och Flisby Hembygdsförening